# Джордж Тупоу V
Джордж Тупоу V (на тонгански: Siaosi Tāufaʻāhau Manumataongo Tukuʻaho Tupou V.) е крал на Кралство Тонга от 11 септември 2006 до 18 март 2012 г.

## Биография
Той е най-възрастният син на своя предшественик Тауфа'ахау Тупоу IV. Провъзгласен е на 4 май 1966 г. за бъдещ престолонаследник. Като такъв има силно влияние върху политиката на Тонга и поема между 1979 и 1998 г. Министерството на външните работи.
На 11 септември 2006 г., след смъртта на баща му, е обявен за крал на Тонга. Коронацията се състои на 1 август 2008 г. Три дена преди церемонията Джордж Тупоу V провъзгласява, че се отказва от кралската власт и я предава на парламента. Той пожелава да поеме само представителни функции. Промяната във властта е планирана по време на изборите през 2010 г.
Джордж Тупоу V не е женен. Неговата извънбрачна дъщеря Илима лей Тохи е изключена като престолонаследничка, според официални източници. След смъртта му на 18 март 2012 г. крал на Тонга става неговият по-малък брат Ахо'ейту Унуаки'отонга Туку'ахо.